# チェ・ビョンチャン
チェ・ビョンチャン (최병찬、崔秉燦、Choi Byung Chan、1997年11月12日 - ) は、男性アイドルグループ「VICTON」のメンバー。Play Mエンターテインメント所属。

## 来歴

### デビュー前
- 1997年11月12日、全羅北道全州市で誕生。

### 2016年
- 11月9日、VICTONのメンバーとしてデビューした。

### 2019年
- 5月3日　-　Mnetのオーディション番組「PRODUCE X 101」に出演。
- 7月11日　-　所属事務所より慢性的なアキレス腱炎など健康上の理由で「PRODUCE X 101」を降板することを発表[1]。
- 8月20日　-　「PRODUCE X 101」降板後、「TMI NEWS」の収録にて芸能活動再開[2]。
- 9月28日　-　台湾のATT SHOWBOXで海外初のファンミーティング「Be Shining : 燦（チャン）」を開催[3]。
- 10月20日　-　ソウル広津区世宗大学校テヤンホールで、韓国初の単独ファンミーティング「Be Shining：燦」を開催[4]。

## ディスコグラフィー

### PRODUCE X 101
- 『X1-MA』(2019年3月21日)
  - _지마 (X1-MA)
- 『PRODUCE X 101 - 31 Boys 5 Concepts』(2019年7月5日)
  - 움직여(MOVE) - SIXC (6 crazy) 名義
- 『PRODUCE X 101 - FINAL』(2019年7月20日)
  - To My World
  - 꿈을 꾼다 (Dream For You)

## 出演

### テレビドラマ
- 恋にチアアップ!（2015年、KBS） - バスケットボール部員役
- 恋はオン♡エアー中!〜Live on〜（原題：Live On）（2020年 - 2021年、JTBC） - キム・ユシン役
- 恋慕（2021年、KBS2） - キム・ガオン役
- 社内お見合い（2022年、SBS） - シン・ハミン役

### バラエティ番組
- ミチルナム～私と7人の男たちの物語～（英題：Crazy Boy）（2016年、Mnet）
- PRODUCE X 101（2019年、Mnet）

### 雑誌
- 『THE STAR』2019年11月号[5]
- 『＠star1』2019年11月号[6]
- 『GRAZIA KOREA』2020年1月号[7]
- 『Men's health』2022年2月号